# 奥拉夫·叙韦特森
奥拉夫·叙韦特森（挪威語：Olaf Syvertsen，1884年8月24日—1964年6月18日），生于奥斯陆，挪威男子竞技体操运动员。他曾获得1908年夏季奥运会体操比赛男子团体全能银牌。他于1964年在奥斯陆去世，享年79岁。